# Petrus Plancius

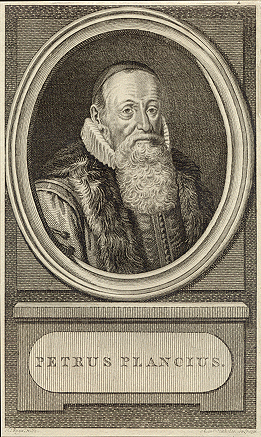
Petrus Plancius

Petrus Plancius (niederländisch Pieter Platevoet „Peter Plattfuß“; auch Platevoete, Plantius, Plat, Platt; * 1552 in Dranouter, Westflandern; † 1622 in Amsterdam) war ein niederländischer Theologe, Astronom und Kartograf. Plancius fertigte zahlreiche Landkarten sowie Sternkarten und Himmelsgloben an und führte neue Sternbilder ein. Als calvinistischer Pfarrer widersetzte er sich der Lehre von Martin Luther und remonstrantischen Kollegen wie Jacobus Arminius und Vorstius.

## Leben
Plancius wurde im Dranouter (heute Teil von Heuvelland) unter dem Namen Pieter Platevoet als Sohn einer wohlhabenden flandrischen Familie geboren. Er ging in Hondschoote zur Schule und studierte in England Mathematik, Astronomie, Geografie, Geschichte, Theologie und Fremdsprachen. Seinen Namen änderte er, wie es unter Gelehrten seinerzeit üblich war, in die lateinische Form Petrus Plancius. 1576 wurde er Pfarrer der reformierten Kirche in Menen, unternahm aber Reisen durch das ganze Land, um zu predigen. Das war riskant, da die Niederlande Anfang 1482 an das katholische Habsburg gefallen waren. Es war ein Teil der Burgundischen Niederlande und König Philipp II. war streng katholisch. 1568 kam es zu einer landesweiten Erhebung, die spanische Linie der Habsburger konnte jedoch den südlichen Teil behalten. Andersgläubige hatten nur die Möglichkeit zu konvertieren oder das Land zu verlassen.

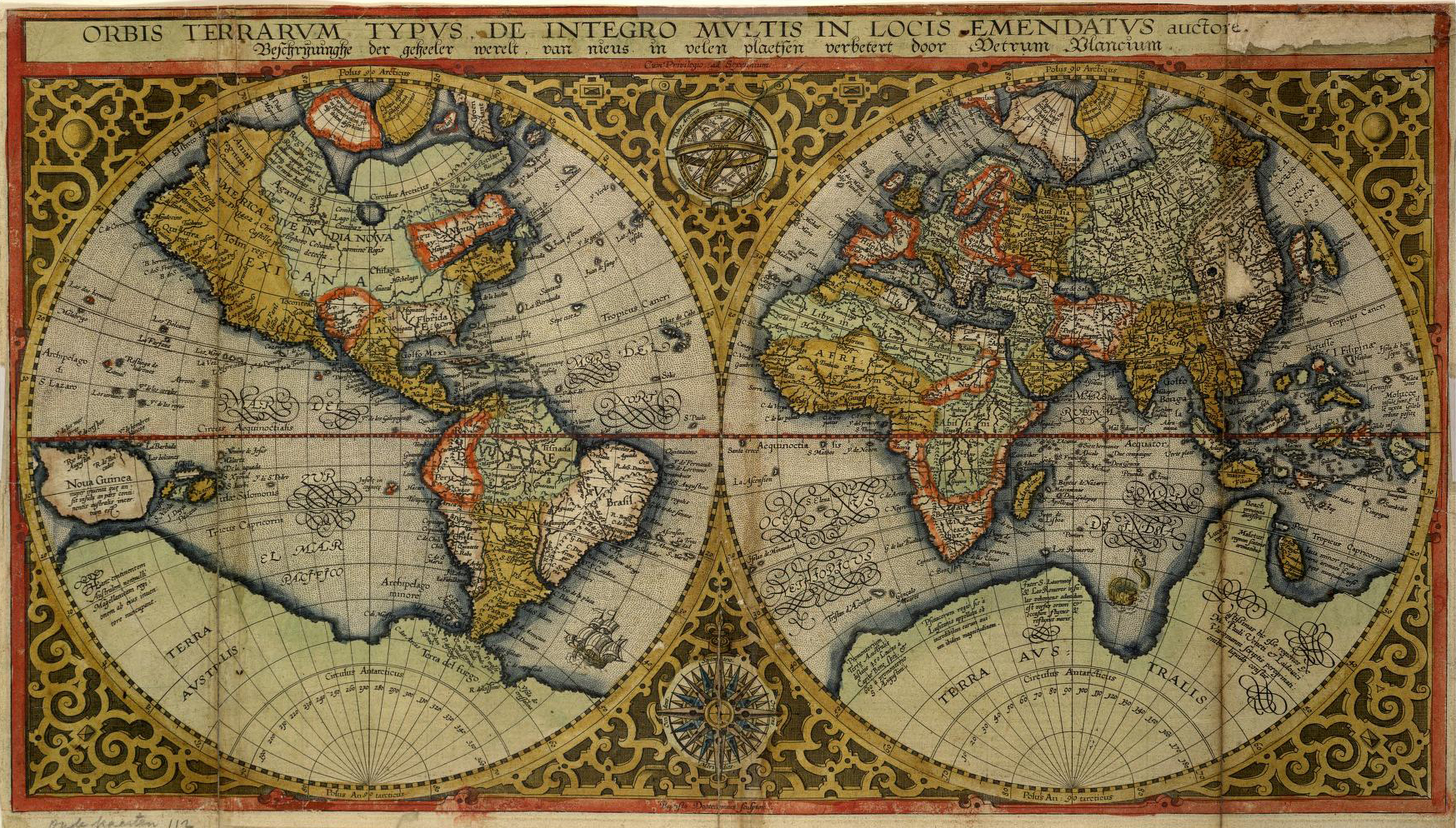
Orbis Terrarum (1590)

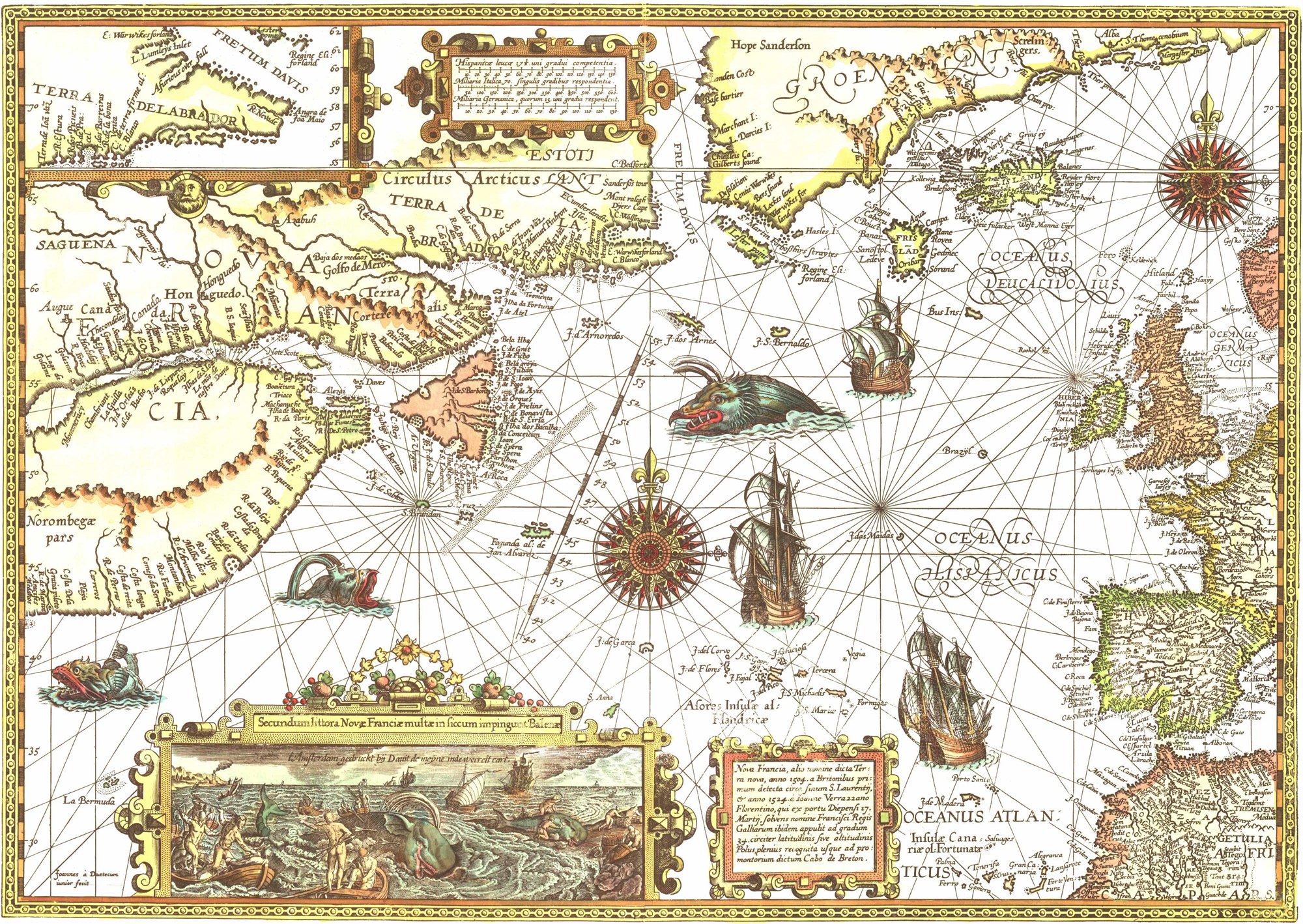
Nova Francia (1592)

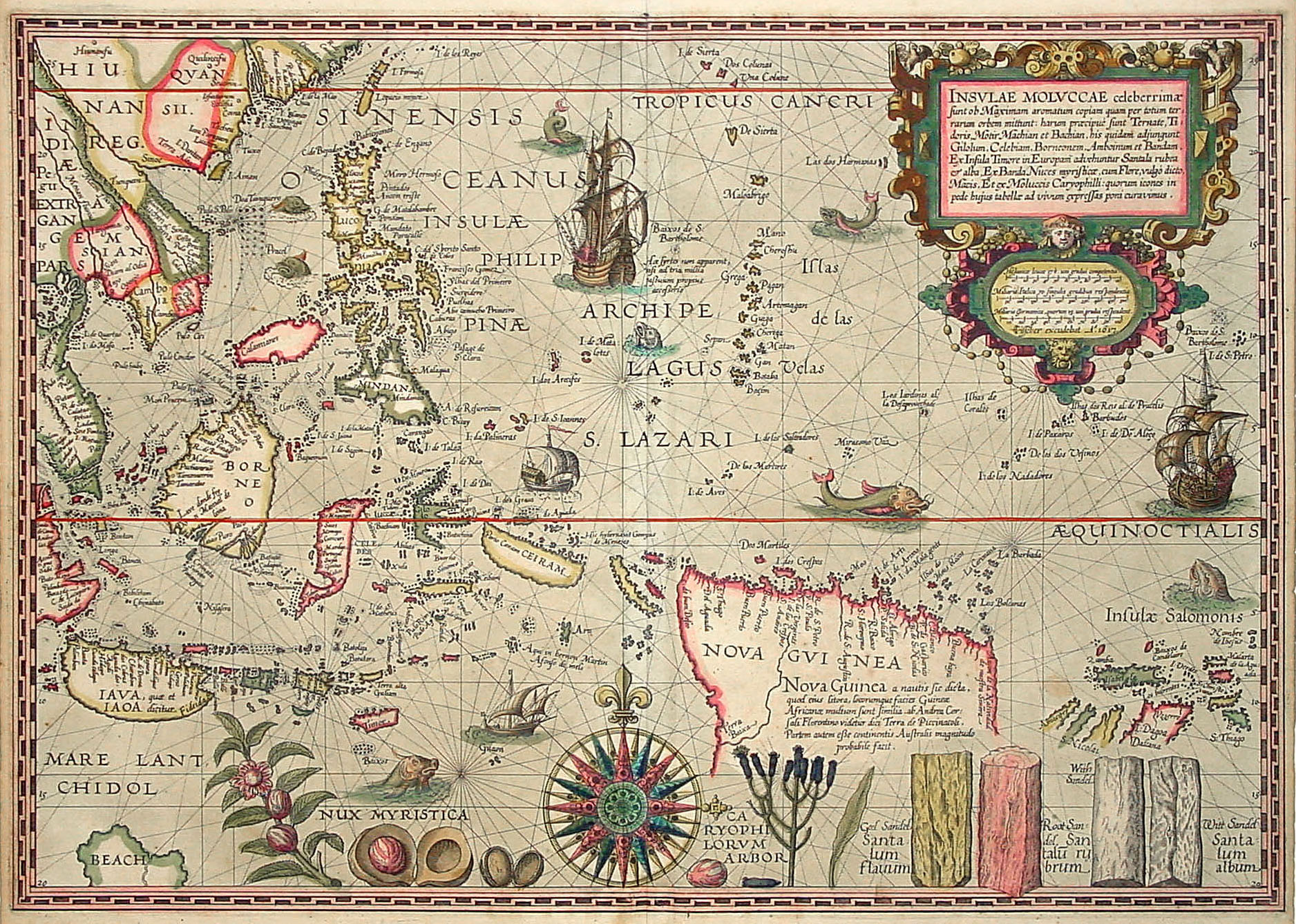
Insulae Moluccae (1592)

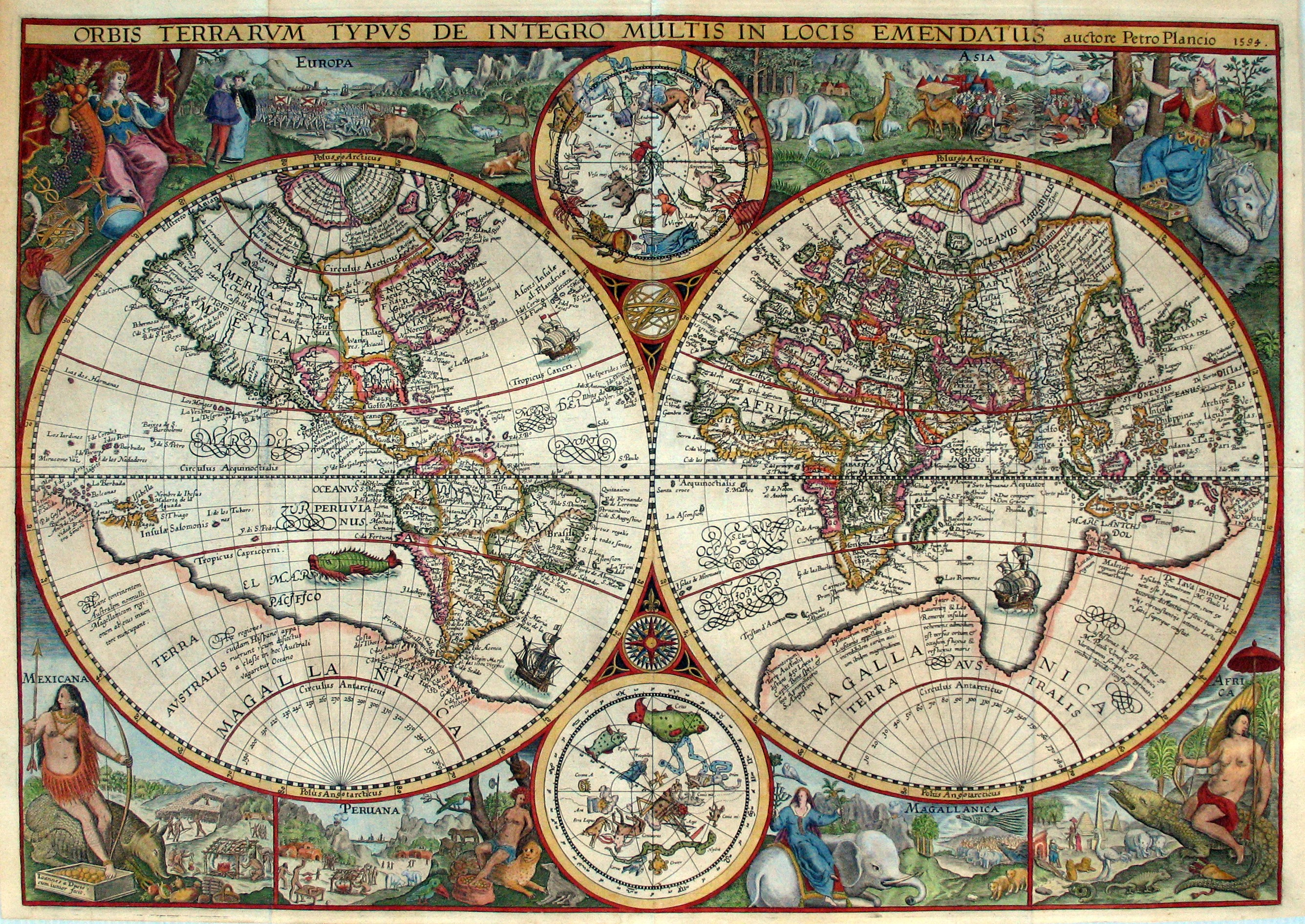
Orbis Terrarum (1594)

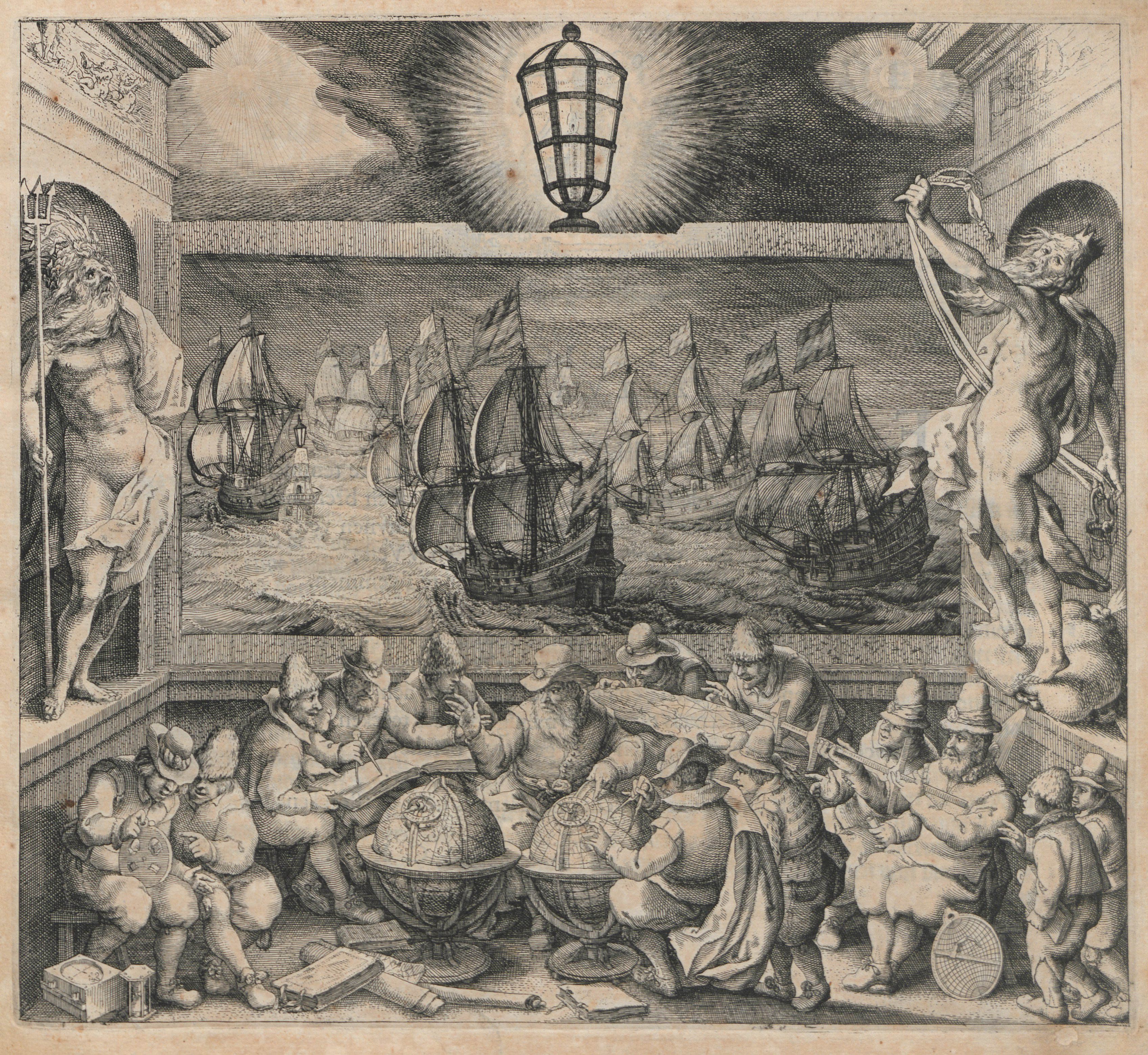
Frontispiz aus dem Segelhandbuch „Licht der Zeevaert“ (1608)

Sieben Jahre war Plancius aktiv in Mechelen, Brüssel und Löwen. 1579 heiratete er die Witwe Johanna Geubels. 1585 floh Plancius nach Bergen-op-Zoom, um dem Herzog von Parma und der Inquisition zu entgehen. Im Dezember wurde er zum Prediger in Amsterdam ernannt. Dort wandte er sich verstärkt den Naturwissenschaften, der Navigation und Kartografie zu. Das Ehepaar ließ in Amsterdam acht Kinder taufen.
1590 verbesserte Plancius Mercators Weltkarte und erstellte fünf Landkarten für eine niederländische Ausgabe der sogenannten Planciusbibel. 1592 importierte er 25 Seekarten aus Portugal, hergestellt von Bartholomeu Lasso. Plancius produzierte im gleichen Jahr die große Weltkarte Nova et exacta Terrarum Tabula geographica et hydrographica (Neue und genaue geographische und hydrographische Karte der Länder), eine Widerspiegelung der geographischen Kenntnisse seiner Zeit, die später sehr verbreitet war.
Plancius beriet die 1594 von Amsterdamer Kaufleuten gegründete Compagnie van Verre, die den Gewürzhandel mit Ostindien (dem heutigen Indonesien) zum Ziel hatte. Um Konflikte mit den Seemächten Spanien und Portugal zu vermeiden, empfahl er eine bis dahin unbekannte Route um Nordasien herum und unterrichtete den Kommandanten der Flotte, Willem Barents, in der astronomischen Navigation. Diese Nordostpassage über den Arktischen Ozean konnte allerdings bei drei Expeditionen von 1594 bis 1597 nicht gefunden werden. Es wurde gleichzeitig beschlossen, eine südliche Route auszuprobieren. Auch hierzu holte man den Rat von Plancius ein.
Seinerzeit glaubte man, dass Kompassnadeln Abweichungen zeigten, je weiter man nach Süden vordrang. Jan Huygen van Linschoten gab in seiner Reys-Gheschrift vande navigatien der Portugaloysers in Orienten (Reisebericht über die portugiesische Navigation im Orient) eine Vielzahl von Segelrouten, nicht nur für die Strecken zwischen Portugal und Indien, sondern auch zwischen Indien, China und Japan. Simon Stevin und Plancius bemühten sich, eine Lösung zu finden. Plancius (oder Adriaan Metius) unterwies dazu Frederick de Houtman in der astronomischen Positionsbestimmung. Er bat den Navigator Pieter Keyser, Himmelsbeobachtungen vorzunehmen, den südlichen Sternhimmel zu kartografieren und stattete ihn mit einem Gerät (wahrscheinlich einem Astrolabium) aus, damit die Abweichung korrigiert werden konnte.
Die erste niederländische Ostindienexpedition von April 1595 bis August 1597 verlief katastrophal und war ein kommerzieller Misserfolg. Von 249 Teilnehmern kehrten nur 87 lebend zurück, der Großteil war infolge von Krankheiten und Gewalttaten verstorben. Zudem konnten nur einige Fässer Pfeffer, Muskatnuss und Macis erworben werden. Die Unternehmung wird aber als Beginn des niederländischen Handels in Ostasien angesehen. Vorerst wurde die Monopolstellung Portugals im Gewürzhandel gebrochen.
Keyser, der in der Nähe von Banten auf der Insel Java verstarb, und Houtman hatten den Südhimmel erfolgreich vermessen und einen Sternkatalog angefertigt, wobei sie zwölf neue Sternbilder einführten. Plancius setzte sie zuerst 1597/1598 auf einen Himmelsglobus, 1600 von Jodocus Hondius veröffentlicht, 1602 und 1603 auf Globen des Willem Blaeu. Johann Bayer übernahm sie in seinen 1603 erschienenen Himmelsatlas Uranometria.
Nach 1598 hat Plancius zunächst keine Karten mehr angefertigt. Er wurde kritisiert, dass seine Predigten zu oft von der Astronomie, der Neuen Welt und Ostindien handelten, wenn er sich schlecht vorbereitet hatte. 1599 fing er an Seeleute zu unterrichten. 1602 wurde die Niederländische Ostindien-Kompanie gegründet. Anscheinend wandte er sich danach mehr der Theologie zu. Er bemühte sich um Mission auf Schiffen und auf den Molukken. 1603 zog er die Prädestinationslehre vor und bekämpfte den Arminianismus immer härter. 1609 kam er nach Alkmaar, um selbst gegen den humanistischen Pfarrer Adolf Venator, ursprünglich aus Duisburg, vorzugehen. 1610 wurde er einer der Führer der Contraremonstranten und plädierte für eine Nationale Synode. 1618 wurde er wegen seiner Intoleranz nicht zur Teilnahme eingeladen, durfte aber eine geplante neue Bibelübersetzung revidieren.
Plancius war an der Gründung einer Niederländischen Westindien-Kompanie interessiert; die Vorbereitungen ruhten ab 1609, als der „zwölfjährige Bestand“ ausgerufen wurde. Er wurde einbezogen, als Henry Hudson und Jan Cornelisz. May mehrere Expeditionen in der Neuen Welt durchführten. Plancius wurde am 25. Mai nicht wie üblich für einen Geistlichen seines Rangs in einer Kirche begraben, sondern auf seinen eigenen Wunsch außerhalb.

## Sternbilder nach Plancius
Auf Plancius gehen etliche neu eingeführte Sternbilder zurück: 1589 überarbeitete er einen Himmelsglobus. Dabei nahm er zusätzlich zu den vorhandenen Bildern die Magellansche Wolke (die noch unbenannt war) und zwei Sternbilder auf:
- Crux. (eigentlich das Kreuz Christi, später wurde diese Figur an anderer Stelle in Kreuz des Südens umbenannt)
- Triangulum Australe. (Südliches Dreieck)

Beide Muster sind sehr einfach und wurden zur Navigation genutzt. Sie existieren bis heute, aber in anderer Form: Christliche Seefahrer sahen das Kreuz Christi in den Sternen und Plancius hatte die Informationen hierüber den Berichten von Forschungsreisenden, namentlich Andreas Corsali (1512), Amerigo Vespucci (1501) und Pedro de Medina entnommen. Das Dreieck steht aber auf dem Kopf, und das Kreuz wurde von Plancius beim Eridanus angesiedelt. Mit den Daten der von ihm instruierten Seeleuten Pieter Keyser und Frederick de Houtman konnte Plancius auf seinem nächsten Globus von 1598 das Navigations-Kreuz richtig einigen hellen Sternen im klassischen Sternbild Centaurus zuordnen: Die Sterne, die heute als "Kreuz des Südens" bezeichnet werden, stehen bereits im Almagest-Sternkatalog (135 n. Chr.), sind dort aber das zweite Hinterbein des Kentauren.
Auf der Terrarum Tabula von 1592 sind im oberen Teil zwei Sternkarten des nördlichen und südlichen Himmels abgebildet. Sie enthalten zwei neue Sternbilder:
- Columba. (Taube)
- Polophylax („Hüter des Südpols“)

Beide finden sich auch auf der Weltkarte von 1597.
Erst 1612 fertigte er einen Himmelsglobus an, dessen Grundlage eigene Beobachtungen, die Aufzeichnungen von Tycho Brahe und anderer Astronomen waren. In seinem Himmelsglobus führte er acht neue Sternbilder ein. Sechs davon werden fälschlicherweise oft dem schlesischen Kartografen Jacob Bartsch zugesprochen, der sie 1624 in einer Sternkarte aufnahm und sie mit religiösen Bedeutungen versah. Plancius selbst hinterließ seine Gründe, diese Sternbilder einzuführen, nicht.
Die Sternbilder, die von Plancius eingeführt worden waren, sind:
- Gallus. (Hahn), westlich des Großen Hundes – Alector Gallus Dio bei Bartsch, der Hahn, der krähte, als Jesus dreimal von Petrus verraten worden war
- Apis. (Biene), nördlich des Widders – Vespa (Wespe) bei Bartsch, ein Insekt, das in der Geschichte von Samson erwähnt wird; später Musca (Fliege) bei Hevelius 1690
- Camelpardalis. (Giraffe), nördlich des Fuhrmanns – angeblich das Reittier, auf dem Rebekka zu ihrer Hochzeit mit Isaak ritt. Es ist unklar, was Plancius damit meinte: Bei Bartsch handelt sich um das Kamel aus dem Alten Testament. Das griechische Lehnwort Camelo-pardalis (geschecktes Kamel) im Lateinischen mag zu der Kamel-Giraffe-Verwirrung beigetragen haben.[4]
- Jordanis Fluvius. (Jordan), südliche Sterne des Großen Bären
- Tigris Fluvius. (Tigris), südliche Sterne des Großen Bären – die Flüsse Jordan und Tigris sollen dem Garten Eden entspringen
- Monoceros Unicornis. (Einhorn), nördlich des Großen Hundes – ein Einhorn, das in alten Bibelübersetzungen vorkommt. Es ist unklar, welches Tier hier gemeint war – möglicherweise ist es eine (bewusste oder versehentliche) Fehlinterpretation von babylonischen Tierdarstellungen im Exil der jüdischen Elite unter Nebukadnezar.[4]
- Cancer Minor. (Kleiner Krebs), westlich des „großen“ Krebses
- Sagitta Australis. (Südlicher Pfeil), östlich des Skorpions

Von Plancius’ Sternbildern sind heute nur noch die Taube, die Giraffe und das Einhorn gebräuchlich – d. h. mindestens zwei der christlichen Sternbilder.

## Werke
- Fünf Landkarten vom Paradies, das Volk Israel am Sinai etc. in der Planciusbibel
- Nova et exacta Terrarum Tabula geographica et hydrographica. 1592.
- Erdkarte 1594.
- Weltkarte von 1597.
- Himmelsglobus 1598.
- Orbis terrarum typus de integro multis in locis emendatus. Alberti Henrici & Cornelii Nicolai, Den Haag 1599.
- Himmelsglobus 1612.